# Barcelone-Madrid
Barcelone-Madrid est une ancienne course cycliste à étapes espagnole, organisée de 1932 à 1961 entre Barcelone et Madrid.
Les éditions de 1960 et 1961 portaient aussi le nom de 1er et 2e Trophée Torres-Serdán (Trofeo Torres-Serdan), trophée qui se renouvela au cours des années 1967, 1968 et 1969.
La 4e et dernière édition de 1961 s'est déroulée dans le sens Madrid-Barcelone et s'est clôturée par un contre-la-montre par équipes de 47 kilomètres reliant Sitges à Barcelone, le 9 avril 1961. C'est l'équipe Faema qui remporte cette étape devant les formations Licor 43, Kas et les 3 autres équipes restantes, Ferrys, Catigene et Organizaciones del Movimiento, composées chacune de 10 coureurs.

## Palmarès
| Année    | Vainqueur             | Deuxième                | Troisième               |
| -------- | --------------------- | ----------------------- | ----------------------- |
| 1932     | Luigi Marchisio       | Alfons Ghesquière       | Federico Ezquerra       |
| Étape 1  | Ettore Meini          | Jean Bidot              | Salvador Cardona        |
| Étape 2  | Jean Bidot            | José Cebrián Ferrer     | Federico Ezquerra       |
| Étape 3  | Ettore Meini          | Jean Bidot              | Joseph Mauclair         |
| Étape 4  | Luigi Marchisio       | Alfons Ghesquière       | Vicente Carretero       |
| 1939     | Antonio Escuriet      | Antonio Andrés Sancho   | Antonio Martín Eguia    |
| Étape 1  | Antonio Escuriet      | Mariano Cañardo         | Diego Cháfer            |
| Étape 2  | Antonio Martín Eguia  | Antonio Andrés Sancho   | Joaquín Olmos           |
| Étape 3  | Mariano Cañardo       | Antonio Escuriet        | Antonio Andrés Sancho   |
| Étape 4  | Antonio Andrés Sancho | Mariano Cañardo         | Antonio Escuriet        |
| Étape 5  | Mariano Cañardo       | Puente                  | Ramón Palomero          |
| Étape 6  | Mariano Cañardo       | Antonio Martín Eguia    | José Botanch            |
| Étape 7  | Mariano Cañardo       | Antonio Martín Eguia    | Antonio Escuriet        |
| 1960     | Antonio Suárez        | Julio San Emeterio      | José Herrero Berrendero |
| Étape 1  | Antonio Suárez        | Salvador Botella        | Carmelo Morales         |
| Étape 2  | Jesús Galdeano        | Antonio Karmany         | Fernando Manzaneque     |
| Étape 3  | José Segú             | Fernando Manzaneque     | Emilio Cruz             |
| Étape 4  | Salvador Botella      | Fernando Manzaneque     | Antonio Suárez          |
| 1961     | Angelino Soler        | Gabriel Company         | José Gómez del Moral    |
| Étape 1  | Roberto Morales       | Juan Antonio Belmonte   | Adolfo Bello            |
| Étape 2  | Adolfo Bello          | Gabriel Company         | José Pérez Francés      |
| Étape 3  | Manuel Martín Piñera  | Antonio Suárez          | Vicente Iturat          |
| Étape 4  | Julio San Emeterio    | Vicente Iturat          | José Luis Talamillo     |
| Étape 5  | Salvador Botella      | Vicente Iturat          | José Pérez Francés      |
| Étape 6a | José Pérez Francés    | José Segú               | Vicente Iturat          |
| Étape 6b | Antonio Suárez        | Antonio Gómez del Moral | Angelino Soler          |